# Les Hays
Les Hays é uma comuna francesa na região administrativa de Borgonha-Franco-Condado, no departamento de Jura. Estende-se por uma área de 6,8 km². Em 2010 a comuna tinha 339 habitantes (densidade: 49,9 hab./km²).